# Dansere
Dansere è un album in studio collaborativo dello Jan Garbarek–Bobo Stenson Quartet, pubblicato nel 1976.

## Tracce
Side 1
1. Dansere – 15:08
2. Svevende – 5:03

Side 2
1. Bris – 6:18
2. Skrik & Hyl – 1:35
3. Lokk – 5:44
4. Til Vennene – 4:47

## Formazione
- Jan Garbarek – sassofono
- Bobo Stenson – piano
- Palle Danielsson – contrabbasso
- Jon Christensen – batteria